# Alfred de Breanski
Alfred de Breanski (Greenwich, 1852 – Londra, 1926) è stato un pittore britannico.

## Biografia
Particolarmente noti sono i suoi Constablesque, con paesaggi dell'Inghilterra, Scozia e Galles. Alcune delle sue opere sono state esposte alla Royal Academy e alla Southampton City Art Gallery, alla Royal Agricultural University Collection e ai musei e alle gallerie d'arte di Brighton e Hove che hanno in mano le sue opere. Aveva un fratello, Gustave de Breanski e un figlio, Alfred de Breanski Jnr, che pure erano pittori.

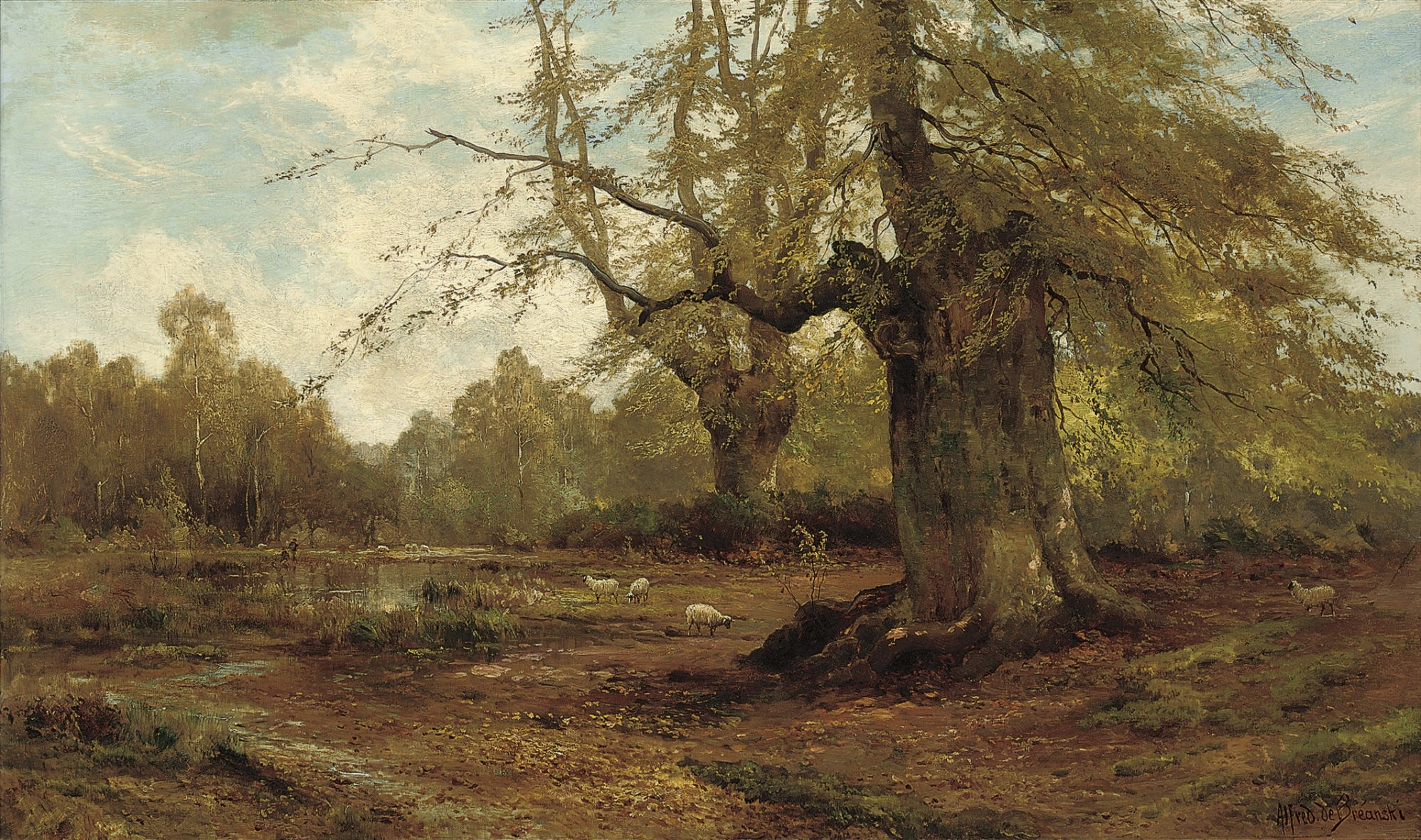
Burnham Faggi